# I kongens klær
I kongens klær är en norsk svartvit komedifilm från 1933 i regi av Finn Myklegård. I huvudrollen som Kristian Hansen "Sjuåførr" ses Einar Rose. Filmen är Myklegårds första och enda filmregi. Den bygger på Magnus Brostrup Landstads roman Den evigglade Sjuåførr och producerades av Norsk Film & Teaterforlag. Den fotades av Adrian Bjurman och hade premiär den 12 oktober 1933 i Norge. Musiken komponerades av Arne Svendsen.

## Handling
Kristian Hansen "Sjuåførr" är ägare till en av de mest populära butikerna på Gardermoen. Han är gift och har tre barn. I hans café samlas soldater som berättar historier och sjunger.

## Rollista
- Einar Rose – Kristian Hansen, "Sjuåførr"
- Hilda Fredriksen - Kristian Hansen "Sjuåførr"s fru
- Robert Dahl
- Ella Peaters